# Short Sunderland
Short Sunderland var en brittisk militär flygbåt, utvecklad av Short Brothers för brittiska flygvapnet. Den flögs första gången 16 oktober 1937. Den var delvis baserad på flygbåten S23 Empire, Imperial Airways flaggskepp, men var i stor utsträckning ombyggd för militär användning. Den var en av de  kraftfullaste och mest använda flygbåtarna under andra världskriget, där den användes för att bekämpa den tyska ubåtsflottan. Den hade namn efter staden Sunderland i nordöstra England.